# Sílvia Pérez Cruz
Sílvia Pérez Cruz (ur. 15 lutego 1983 w Palafrugell) – katalońska piosenkarka jazzowa i flamenco.
Już jako dziecko potrafiła czytać nuty; grała też na pianinie i saksofonie klasycznym. W wieku 18 lat przeniosła się do Barcelony, by kontynuować edukację muzyczną. Współpracowała z Joan Díaz Trio przy nagraniu albumu We sing Bill Evans, który otrzymał nagrodę Jaç za najlepszą płytę jazzową 2009 roku.
Pérez Cruz śpiewała do choreografii takich tancerzy, jak Damián Muñoz (taniec nowoczesny) oraz Israel Galván (nowoczesne flamenco). Brała udział w wielu projektach muzycznych: Llama (hang i wokal), Coetus (orkiestra perkusyjna), Ressons de l’Al-Andalus i Xalupa (tradycyjna muzyka katalońska). Przez kilka współtworzyła kwartet kobiecy Las Migas, który w 2010 wydał album Reinas de matute.

W 2011 nagrany został kolejny album, En la imaginación, w którym wraz z Javier Colina Trio zinterpretowała jazzowo kubańskie bolera. W tym samym roku wzięła udział w 45. edycji festiwalu pieśni habaneras, tradycyjnych szant katalońskich, w Calella de Palafrugell.

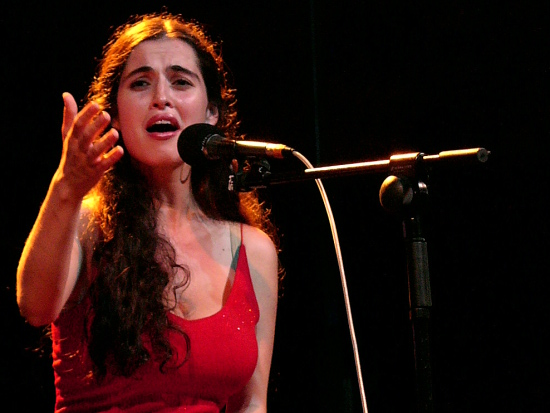
Występ Sílvi Pérez Cruz z Las Migas w Dénia.

W 2012 wydała pod swoim nazwiskiem solowy album 11 de Noviembre, w którym zaśpiewała po katalońsku, hiszpańsku, portugalsku i galicyjsku. Poza tekstami napisanymi przez piosenkarkę, na płycie znajdują się również wiersze współczesnych poetów i poetek hiszpańskich. W tym samym roku Pérez Cruz współpracowała przy ścieżce dźwiękowej do filmu Blancanieves („Królewna Śnieżka”) w reżyserii Pablo Bergera. Piosenka No te puedo encontrar otrzymała nagrodę Goya (2013) za najlepszą piosenkę.